# 20th Century Steel Band
20th Century Steel Band war eine von 1975 bis 1977 aktive neunköpfige Steelband. Die Musiker stammten überwiegend von der Insel Trinidad. Das auf dem ersten Album enthaltene Stück Heaven & Hell Is on Earth gilt als bekanntestes Werk der Gruppe, Samples daraus wurden von Jennifer Lopez im Song Jenny from the Block, von den Black Eyed Peas und von Doug E. Fresh verwendet.

## Bandgeschichte
Das aus neun Mitgliedern bestehende Ensemble nahm im Frühjahr 1975 an der britischen Castingshow New Faces teil und wurde daraufhin von Island Records unter Vertrag genommen. Noch im selben Jahr erschien das erste Studioalbum Warm Heart Cold Steel und die Gruppe nahm am 21. November 1975 eine Peel Session auf. Am 10. Januar 1976 trat die Gruppe bei der Starparade auf. Wenig später erschien das zweite Album Yellow Bird is Dead bei United Artists Records, gefolgt von einigen Singles. 1977 löste die Band sich auf.

## Diskografie
Studioalben
- 1975: Warm Heart Cold Steel (Island Records)
- 1976: Yellow Bird is Dead (United Artists Records)

Singles
- 1975: Endless Vibrations/Feeling Free (United Artists Records)
- 1975: Heaven & Hell Is on Earth/Theme from Shaff (United Artists Records)
- 1976: We’ve Got to Work to Stay Together/No. 1 (United Artists Records)
- 1976: Say I Do/Music Changes (United Artists Records)
- 1977: Dance Away/There Will Be a Time (United Artists Records)